# دلتا سایکلینگ روتردام
دلتا سایکلینگ روتردام (انگلیسی: Delta Cycling Rotterdam) یک تیم دوچرخه‌سواری در کشور هلند است.
این تیم که در سال ۲۰۰۳ تأسیس شده در تورهای قاره اروپا شرکت میکرده است.